# Zelotes radiatus
Zelotes radiatus är en spindelart som beskrevs av Lawrence 1928. Zelotes radiatus ingår i släktet Zelotes och familjen plattbuksspindlar. Inga underarter finns listade i Catalogue of Life.